# Don Howe
Donald Howe (Wolverhampton, 12 de octubre de 1935-23 de diciembre de 2015) fue un entrenador y jugador de fútbol que jugaba en la demarcación de lateral derecho.

## Selección nacional
Jugó un total de 23 partidos con la selección de fútbol de Inglaterra. Hizo su debut el 19 de octubre de 1957 en un partido del British Home Championship contra Gales. Además disputó la Copa Mundial de Fútbol de 1958 y la Copa Mundial de Fútbol de 1962, aunque de esta última no llegó a jugar ningún partido. Su último encuentro con la selección lo jugó el 18 de noviembre de 1959 contra Irlanda del Norte.

### Participaciones en Copas del Mundo
| Mundial                        | Sede   | Resultado        | Partidos | Goles |
| ------------------------------ | ------ | ---------------- | -------- | ----- |
| Copa Mundial de Fútbol de 1958 | Suecia | Fase de grupos   | 4        | 0     |
| Copa Mundial de Fútbol de 1962 | Chile  | Cuartos de final | 0        | 0     |

## Clubes

### Como futbolista
| Club                    | País       | Año         | Partidos | Goles |
| ----------------------- | ---------- | ----------- | -------- | ----- |
| West Bromwich Albion FC | Inglaterra | 1952 - 1964 | 342      | 17    |
| Arsenal FC              | Inglaterra | 1964 - 1966 | 70       | 1     |

### Como entrenador
| Club                    | País       | Año         |
| ----------------------- | ---------- | ----------- |
| West Bromwich Albion FC | Inglaterra | 1971 - 1975 |
| Galatasaray SK          | Turquía    | 1975 - 1976 |
| Arsenal FC              | Inglaterra | 1983 - 1986 |
| Queens Park Rangers FC  | Inglaterra | 1989 - 1991 |
| Coventry City FC        | Inglaterra | 1992        |

## Palmarés

### Como futbolista

#### Campeonatos nacionales
| Título           | Club                    | País       | Año  |
| ---------------- | ----------------------- | ---------- | ---- |
| FA Cup           | West Bromwich Albion FC | Inglaterra | 1954 |
| Community Shield | West Bromwich Albion FC | Inglaterra | 1954 |

### Como entrenador

#### Campeonatos nacionales
| Título          | Club           | País    | Año  |
| --------------- | -------------- | ------- | ---- |
| Copa de Turquía | Galatasaray SK | Turquía | 1976 |